# Kim Tae-hun
Kim Tae-hun (kor. 김태훈; ur. 15 sierpnia 1994 w Wonju) – południowokoreański zawodnik taekwondo, brązowy medalista olimpijski z Rio de Janeiro (2016), trzykrotny mistrz świata.
W 2016 roku wystąpił na igrzyskach olimpijskich w Rio de Janeiro. W kategorii do 58 kg przegrał w eliminacjach w pojedynku z Tawinem Hanprabem. Dzięki temu, że Hanprab dotarł do finału olimpijskiego, Kim uzyskał prawo do startu w repasażach. Zwyciężył w pojedynkach z Safwanem Khalilem i Carlosem Navarro, dzięki czemu zdobył brązowy medal olimpijski. 
W 2013, 2015 i 2017 roku zdobył złote medale mistrzostw świata, w 2014 i 2018 roku złote medale mistrzostw Azji oraz złote medale igrzysk azjatyckich.